# Numb (コミック)
Numbはアメリカ合衆国のテレビドラマ『バフィー 〜恋する十字架〜』のスピンオフ作品『Tales of the Vampires』の一エピソード。
バンパイアのエンジェルがアンデッドの村に迷い込むお話である。

## ストーリー
エンジェルはあるダイナーに訪れコーヒーを注文する。だが配膳された飲み物は血だった。
驚くエンジェルはこの店の店員が死人であることを知る。
その後雪道を歩くエンジェルはかつて自分がバンパイアにした少女サラ・ホルツに出会う。
この少女を追いかけたエンジェルは昔サニーデールで自分が殺害した女性教師ジェニー・カレンダーに再会する。
ジェニーに案内されるまま地下に降りたエンジェルは自分の分身アンジェラスに出会う。

## 登場人物
エンジェル
バンパイア。
サラ・ホルツ
エンジェルの旧敵ダニエル・ホルツの娘。
ジェニー・カレンダー
サニーデール高校の教師だった女性。